# Världsmästerskapet i handboll för herrar
Världsmästerskapet i handboll för herrar (engelska: IHF World Men's Handball Championship) har anordnats av International Handball Federation sedan 1938, och spelas sedan 1993 vartannat år. Notera att turneringen endast gäller handboll för sjumannalag på inomhusplan vilket ej skall förväxlas med handboll för elvamannalag (även kallat utomhushandboll).

## Historik

### Bakgrund
Turneringen arrangerades första gången 1938. Åren 1939–1953 satte dock andra världskriget och dess följder tillfälligt stopp för turneringen, som spelades för första gången efter 1938 1954. Sedan 1993 anordnas den vartannat år i början av året – i januari-februari/mars (utom 1995–1999 då VM anordnades i maj-juni).
Fram till slutet av 1960-talet anordnades även mästerskap för elvamannalag på stor utomhusplan, men därefter har endast inomhusmästerskap för sjumannalag på liten plan anordnats. Åren 1976–1992 anordnades även B-VM och C-VM.
I turneringens finalspel deltar sedan 1995 24 herrlandslag. Lagen kvalificerar sig genom spel i olika geografiskt bestämda kvalgrupper, med undantag för värdländer och regerande världsmästare vilka är direktkvalificerade. Hur många platser som tilldelats har dock varierat, men i kvalspelet till VM 2007 var tilldelningen följande: Europa: 11 platser; Afrika: 4 platser; Asien och Amerika (Nord och Syd); 3 platser; Oceanien: 1 plats. I den första turneringen 1938 deltog endast fyra lag: värdlandet Tyskland, Österrike, Sverige och Danmark.

### Utveckling
Europeiska lag har dominerat stort i turneringen. Under efterkrigstiden satsade inte minst länderna i det kommunistiska Östblocket på handboll, med sju av tio guldmedaljer under perioden fram till 1980-talets slut. Bland de ledande nationerna under perioden kan räknas Sverige (främst 1950-talet), Rumänien (fyra guld 1961–1974), Tjeckoslovakien (fem medaljer fram till 1967) och Östtyskland (fyra medaljer 1970–1986). Därefter har länder som Sverige (sex medaljer 1990–2001), Frankrike (11 medaljer varav första 1993), Spanien (tre medaljer, varav två guld) och Danmark (totalt fyra medaljer, varav tre efter millennieskiftet) tillhört de bästa länderna globalt.
Östeuropas handbollskultur har förts vidare av minst tre "efterföljarländer". Tyskland har under senare år vunnit ett guld och ett silver, och man har den kanske mest namnkunniga professionella handbollsligan. Sovjetunionens tre VM-medaljer följdes under 1990-talet av två guld och ett silver för Ryssland, medan det enade Jugoslaviens fyra medaljer (ett guld) inte minst följdes upp av Kroatien (sex medaljer, varav ett guld).
Sedan 1990-talet har olika nordafrikanska nationslag visat sig alltmer, även om de ännu inte lyckats vinna någon medalj. Bästa resultatet för ett afrikanskt lag är 4:e plats för Egypten (2001) och Tunisien (2005).
2015 blev Qatar, som vann silver, det första asiatiska laget att vinna VM-medalj. Qatars framgångar under turneringen (med Qatar som värdland) omgärdades dock av flera kontroverser.
Från och med VM 2021 kommer turneringen att utökas från 24 till 32 landslag. Det är dock endast länder från Afrika och Asien som utökas. Övriga kontinenter kommer att vara samma som tidigare.

### Främsta lag
De framgångsrikaste landslagen är Frankrike som vunnit 6 titlar, följt av Sverige och Danmark som vunnit 4 titlar var. Sverige har vunnit ytterligare 4 silver och 4 brons. Sverige, som endast missat VM 2007 och 2013, är också tillsammans med Tyskland (inklusive Västtyskland), som endast missat VM 1990 och 1997, de landslag som deltagit i flest VM.

## Medaljörer
| År   | Värdnation             | Final           | Final        | Final           | Match om tredjepris | Match om tredjepris | Match om tredjepris |
| År   | Värdnation             | Vinnare         | Resultat     | Tvåa            | Trea                | Resultat            | Fyra                |
| ---- | ---------------------- | --------------- | ------------ | --------------- | ------------------- | ------------------- | ------------------- |
| 1938 | Tyskland               | Tyskland        | Gruppspel    | Österrike       | Sverige             | Gruppspel           | Danmark             |
| 1954 | Sverige                | Sverige         | 17–14        | Tyskland        | Tjeckoslovakien     | 24–11               | Schweiz             |
| 1958 | Östtyskland            | Sverige         | 22–12        | Tjeckoslovakien | Tyskland            | 16–13               | Danmark             |
| 1961 | Västtyskland           | Rumänien        | 9–8 (e.f.)   | Tjeckoslovakien | Sverige             | 17–14               | Tyskland            |
| 1964 | Tjeckoslovakien        | Rumänien        | 25–22        | Sverige         | Tjeckoslovakien     | 22–15               | Västtyskland        |
| 1967 | Sverige                | Tjeckoslovakien | 14–11        | Danmark         | Rumänien            | 21–19 (e.f.)        | Sovjetunionen       |
| 1970 | Frankrike              | Rumänien        | 13–12 (e.f.) | Östtyskland     | Jugoslavien         | 29–12               | Danmark             |
| 1974 | Östtyskland            | Rumänien        | 14–12        | Östtyskland     | Jugoslavien         | 18–16               | Polen               |
| 1978 | Danmark                | Västtyskland    | 20–19        | Sovjetunionen   | Östtyskland         | 19–15               | Danmark             |
| 1982 | Västtyskland           | Sovjetunionen   | 30–27 (e.f.) | Jugoslavien     | Polen               | 23–22               | Danmark             |
| 1986 | Schweiz                | Jugoslavien     | 24–22        | Ungern          | Östtyskland         | 24–23               | Sverige             |
| 1990 | Tjeckoslovakien        | Sverige         | 27–23        | Sovjetunionen   | Rumänien            | 27–21               | Jugoslavien         |
| 1993 | Sverige                | Ryssland        | 28–19        | Frankrike       | Sverige             | 26–19               | Schweiz             |
| 1995 | Island                 | Frankrike       | 23–19        | Kroatien        | Sverige             | 26–20               | Tyskland            |
| 1997 | Japan                  | Ryssland        | 23–21        | Sverige         | Frankrike           | 28–27               | Ungern              |
| 1999 | Egypten                | Sverige         | 25–24        | Ryssland        | FR Jugoslavien      | 27–24               | Spanien             |
| 2001 | Frankrike              | Frankrike       | 28–25 (e.f.) | Sverige         | FR Jugoslavien      | 27–17               | Egypten             |
| 2003 | Portugal               | Kroatien        | 34–31        | Tyskland        | Frankrike           | 27–22               | Spanien             |
| 2005 | Tunisien               | Spanien         | 40–34        | Kroatien        | Frankrike           | 26–25               | Tunisien            |
| 2007 | Tyskland               | Tyskland        | 29–24        | Polen           | Danmark             | 34–27               | Frankrike           |
| 2009 | Kroatien               | Frankrike       | 24–19        | Kroatien        | Polen               | 31–23               | Danmark             |
| 2011 | Sverige                | Frankrike       | 37–35 (e.f.) | Danmark         | Spanien             | 24–23               | Sverige             |
| 2013 | Spanien                | Spanien         | 35–19        | Danmark         | Kroatien            | 31–26               | Slovenien           |
| 2015 | Qatar                  | Frankrike       | 25–22        | Qatar           | Polen               | 29–28 (e.f.)        | Spanien             |
| 2017 | Frankrike              | Frankrike       | 33–26        | Norge           | Slovenien           | 31–30               | Kroatien            |
| 2019 | Danmark Tyskland       | Danmark         | 31–22        | Norge           | Frankrike           | 26–25               | Tyskland            |
| 2021 | Egypten                | Danmark         | 26–24        | Sverige         | Spanien             | 35–29               | Frankrike           |
| 2023 | Polen Sverige          | Danmark         | 34–29        | Frankrike       | Spanien             | 39–36               | Sverige             |
| 2025 | Danmark Norge Kroatien | Danmark         | 32–26        | Kroatien        | Frankrike           | 35–34               | Portugal            |
| 2027 | Tyskland               |                 |              |                 |                     |                     |                     |
| 2029 | Frankrike Tyskland     |                 |              |                 |                     |                     |                     |
| 2031 | Danmark Island Norge   |                 |              |                 |                     |                     |                     |

## Statistik
För utförlig statistik över alla medverkande länders placeringar vart år se Världsmästerskapet i handboll för herrar.
Lag angivna i kursiv stil är ej längre existerande lag.
| Rank | Lag             | Guld                                      | Silver                                   | Brons                              | Totalt |
| ---- | --------------- | ----------------------------------------- | ---------------------------------------- | ---------------------------------- | ------ |
| 1    | Frankrike       | 6 – (1995, 2001, 2009, 2011, 2015, 2017)  | 2 – (1993, 2023)                         | 4 – (1997, 2003, 2005, 2019)       | 12     |
| 2    | Sverige         | 4 – (1954, 1958, 1990, 1999)              | 4 – (1964, 1997, 2001, 2021)             | 4 – (1938, 1961, 1993, 1995)       | 12     |
| 3    | Rumänien        | 4 – (1961, 1964, 1970, 1974)              | 0                                        | 2 – (1967, 1990)                   | 6      |
| 4    | Danmark         | 3 – (2019, 2021, 2023)                    | 3 – (1967, 2011, 2013)                   | 1 – (2007)                         | 7      |
| 5    | Tyskland        | 3 – (1938, 1978 (som Västtyskland), 2007) | 2 – (1954 (gem. v- & ö-tyskt lag), 2003) | 1 – (1958 (gem. v- & ö-tyskt lag)) | 6      |
| 6    | Ryssland        | 2 – (1993, 1997)                          | 1 – (1999)                               | 0                                  | 3      |
| 7    | Spanien         | 2 – (2005, 2013)                          | 0                                        | 3 – (2011, 2021, 2023)             | 5      |
| 8    | Kroatien        | 1 – (2003)                                | 3 – (1995, 2005, 2009)                   | 1 – (2013)                         | 5      |
| 9    | Tjeckoslovakien | 1 – (1967)                                | 2 – (1958, 1961)                         | 2 – (1954, 1964)                   | 5      |
| 10   | Sovjetunionen   | 1 – (1982)                                | 2 – (1978, 1990)                         | 0                                  | 3      |
| 11   | Jugoslavien     | 1 – (1986)                                | 1 – (1982)                               | 2 – (1970, 1974)                   | 4      |
| 12   | Östtyskland     | 0                                         | 2 – (1970, 1974)                         | 2 – (1978, 1986)                   | 4      |
| 13   | Norge           | 0                                         | 2 – (2017, 2019)                         | 0                                  | 2      |
| 14   | Polen           | 0                                         | 1 – (2007)                               | 3 – (1982, 2009, 2015)             | 4      |
| 15   | Qatar           | 0                                         | 1 – (2015)                               | 0                                  | 1      |
| 15   | Ungern          | 0                                         | 1 – (1986)                               | 0                                  | 1      |
| 15   | Österrike       | 0                                         | 1 – (1938)                               | 0                                  | 1      |
| 18   | FR Jugoslavien  | 0                                         | 0                                        | 2 – (1999, 2001)                   | 2      |
| 19   | Slovenien       | 0                                         | 0                                        | 1 – (2017)                         | 1      |